# (33722) 1999 NO
1999 NO (asteroide 33722) é um asteroide da cintura principal. Possui uma excentricidade de 0.03429330 e uma inclinação de 2.67473º.
Este asteroide foi descoberto no dia 7 de julho de 1999 por John Broughton em Reedy Creek.